# Coelioxys hunteri
Coelioxys hunteri är en biart som beskrevs av Crawford 1914. Coelioxys hunteri ingår i släktet kägelbin, och familjen buksamlarbin. Inga underarter finns listade i Catalogue of Life.